# Willem Caland

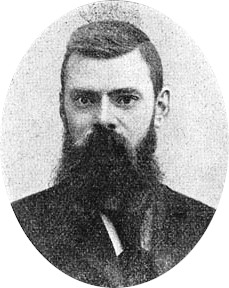
Willem Caland, 1906

Willem Caland (Brielle, 27 augustus 1859 - Utrecht, 23 maart 1932) was een Nederlands indoloog en hoogleraar aan de Universiteit Utrecht.
Caland was de zoon van waterbouwkundige Pieter Caland en jonkvrouw Helena Carolina de Jonge (1828-1893). Na het Haags gymnasium studeerde Caland letteren aan de Universiteit Leiden, waar hij in 1882 het doctoraal examen behaalde. Het opvolgende jaar promoveerde hij onder C.G. Cobet op het proefschrift De nummis M. Antonii IIIviri vitam et res gestas illustrantibus commentatio; numismatiek lag hem na aan het hart. Vanaf zijn zesde jaar tot zijn overlijden was hij een enthousiast muntenverzamelaar.
In 1882 was Caland begonnen als leraar klassieke talen in Maastricht, en na zijn promotie in 1883 werd hij conrector in Breda. In 1897 werd hij lid van de Koninklijke Nederlandse Akademie van Wetenschappen. In 1903 kreeg hij een aanstelling als lector aan de Universiteit van Utrecht. In 1906 werd hij hier buitengewoon hoogleraar in het Sanskriet en de Indo-Europese vergelijkende taalwetenschap. In 1930 ging hij met emeritaat. In de Indo-Europese studie is de term "Calandsysteem" naar hem vernoemd.
Caland trouwde in 1883 met Jenny Elisabeth van Hettinga Tromp. Hun dochter Helena Caland (1885-1959) huwde in 1914 met ingenieur en organisatieadviseur Ernst Hijmans.

## Publicaties, een selectie
- 1883. De nummis M. Antonii IIIviri vitam et res gestas illustrantibus commentatio. Proefschrift Leiden. Leiden, Brill.
- 1888. Über Totenverehrung bei einigen der indo-germanischen Völker. Amsterdam, Frederik Müller (Verhandelingen der Koninklijke Nederlandse Akademie van Wetenschappen)
- 1893. Altindischer Ahnencult. Das Çr¯addha nach den verschiedenen Schulen mit Benutzung handschriftlicher Quellen dargestellt. Leiden, Brill
- 1919. Das Jaimin¯iya-Br¯ahmana in Auswahl. Text, Übersetzung, Indices. Amsterdam, Frederik Müller (Verhandelingen der Koninklijke Akademie van Wetenschappen)
- 1921-1928. Das ´Srautas¯utra des ¯Apastamba. Uit het Sanskriet vertaald door W. Caland in 7 delen. Göttingen, Vandenhoeck & Ruprecht